# (11790) Goode
(11790) Goode (1978 RU) – planetoida z pasa głównego asteroid okrążająca Słońce w ciągu 4,11 lat w średniej odległości 2,57 j.a. Odkryta 1 września 1978 roku.